# Chorisochora
Chorisochora es un género de plantas fanerógamas perteneciente a la familia Acanthaceae. El género tiene tres especies de hierbas.

## Taxonomía
El género fue descrito por Kaj Børge Vollesen y publicado en Kew Bulletin 49(3): 474. 1994.

## Especies
- Chorisochora minor
- Chorisochora striata
- Chorisochora transvaalensis